# Coeficiente de reparto sangre-gas
El coeficiente de reparto sangre-gas, también conocido como coeficiente de Ostwald para sangre-gas, es un término utilizado en farmacología para describir la solubilidad de los anestésicos generales inhalados en la sangre. El coeficiente se define como la relación entre la concentración en sangre y la concentración en gas que está en contacto con esa sangre, cuando la presión parcial en ambos compartimentos es igual. El coeficiente, por lo tanto, no tiene unidades. La concentración del anestésico en la sangre incluye la porción que no se disuelve en plasma y la porción que se disuelve (unida a las proteínas plasmáticas). Cuanto más soluble es el anestésico inhalado en la sangre en comparación con el aire, más se une a las proteínas plasmáticas en la sangre y mayor es el coeficiente de reparto sangre-gas. 
Está inversamente relacionado con la tasa de inducción. 
Los anestésicos más nuevos (como el desflurano) suelen tener coeficientes de partición de gases en sangre más pequeños que los más antiguos (como el éter); estos se prefieren porque conducen a un inicio más rápido de la anestesia y a una emergencia más rápida de la anestesia una vez que se detiene la aplicación del anestésico. Si un anestésico tiene un coeficiente alto, entonces deberá absorberse una gran cantidad en la sangre del cuerpo antes de pasar a los tejidos grasos (lípidos) del cerebro donde puede ejercer su efecto. 
La potencia de un anestésico está asociada con su solubilidad en lípidos, que se mide por su coeficiente de reparto aceite/gas.
La concentración alveolar mínima (MAC) se define como la concentración alveolar de gas anestésico que impide una respuesta de movimiento en la mitad de los sujetos que sufren un estímulo doloroso (quirúrgico); simplificado, es la concentración de gas exhalado requerida para producir efectos anestésicos, un indicador inverso de la potencia del gas anestésico. 

## Anestésicos por inhalación
| Coeficientes de reparto a 37 °C | Coeficientes de reparto a 37 °C | Coeficientes de reparto a 37 °C | Coeficientes de reparto a 37 °C | Coeficientes de reparto a 37 °C | Coeficientes de reparto a 37 °C | Coeficientes de reparto a 37 °C |
| Anestésico                      | MAC (%)                         | Sangre/gas                      | Aceite/gas                      | Cerebro / sangre                | Músculo / Sangre                | Grasa / sangre                  |
| ------------------------------- | ------------------------------- | ------------------------------- | ------------------------------- | ------------------------------- | ------------------------------- | ------------------------------- |
| Óxido nitroso                   | 105                             | 0,47                            | 1.4                             | 1.1                             | 1,2                             | 2.3                             |
| Halotano                        | 0,74                            | 2,4                             | 224                             | 2.9                             | 3.5                             | 60                              |
| Isoflurano                      | 1,15                            | 1.4                             | 97                              | 2.6                             | 4.0                             | 45                              |
| Sevoflurano                     | 2                               | 0,65                            | 42                              | 1.7                             | 3.1                             | 48                              |
| Desflurano                      | 5.8                             | 0,45                            | 18,7                            | 1.3                             | 2,0                             | 27                              |
| Metoxiflurano                   | 0.2                             | 12                              |                                 |                                 |                                 |                                 |
| Enflurano                       | 1,58                            | 1.9                             |                                 |                                 |                                 |                                 |